# Sierndorf
Sierndorf je městys v Rakousku ve spolkové zemi Dolní Rakousy v okrese Korneuburg. Mezi význačné historické památky patří zámecké sídlo Sierndorf, od roku 1756 v držení šlechtického rodu Colloredo-Mannsfeld. V letech 2006 až 2009 nechal Rudolf hrabě Colloredo-Mannsfeld v Sierndorfu postavit mateřskou školu, kterou městečko na jeho počest po něm pojmenovalo (Rudolf Graf Colloredo-Mannsfeld Landeskindergarten Sierndorf).

## Geografie

### Geografická poloha
Sierndorf se nachází ve spolkové zemi Dolní Rakousy v regionu Weinviertel. Leží přibližně 14 km severozápadně od okresního města Korneuburg. Rozloha území městyse činí 55,09 km², z nichž 3 % jsou zalesněná.

### Části obce
Území městyse Sierndorf se skládá z devíti částí (v závorce uveden počet obyvatel k 1. 1. 2015):
- Höbersdorf (369)
- Oberhautzental (242)
- Obermallebarn (248)
- Oberolberndorf (438)
- Senning (346)
- Sierndorf (1422)
- Unterhautzental (239)
- Untermallebarn (288)
- Unterparschenbrunn (189)

### Sousední obce
- na severu: Göllersdorf
- na východu: Großmugl, Niederhollabrunn, Leitzersdorf
- na jihu: Stockerau
- na západu: Hausleiten, Rußbach

## Doprava
Územím městyse od jihu k severu vede silně frekventovaná rychlostní silnice S3 (Weinviertler Schnellstraße), která je hojně využívána českými motoristy při cestách ze Znojma do Vídně.[zdroj⁠?!]
Téměř souběžně se silnicí také prochází železniční trať ze Stockerau do města Hollabrunn.

## Politika

### Obecní zastupitelstvo
Obecní zastupitelstvo se skládá z 23 členů. Od komunálních voleb v roce 2015 zastávají následující strany tyto mandáty:
- 14 ÖVP
- 3 BGS
- 2 SPÖ
- 2 FPÖ
- 2 GRÜNE

### Starosta
Nynějším starostou městyse Sierndorf je Gottfried Muck ze strany ÖVP.

## Galerie

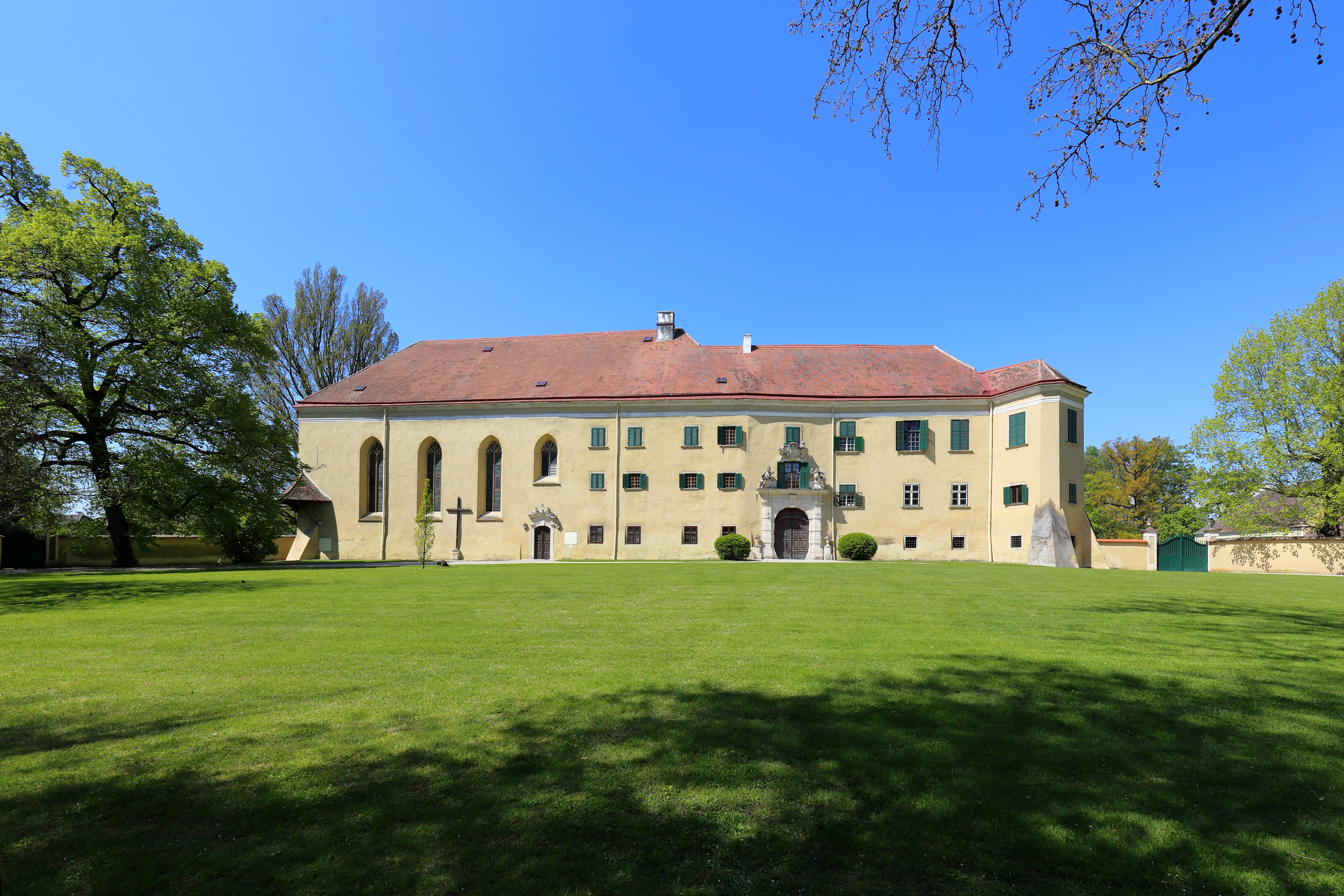
Zámek v Sierndorfu
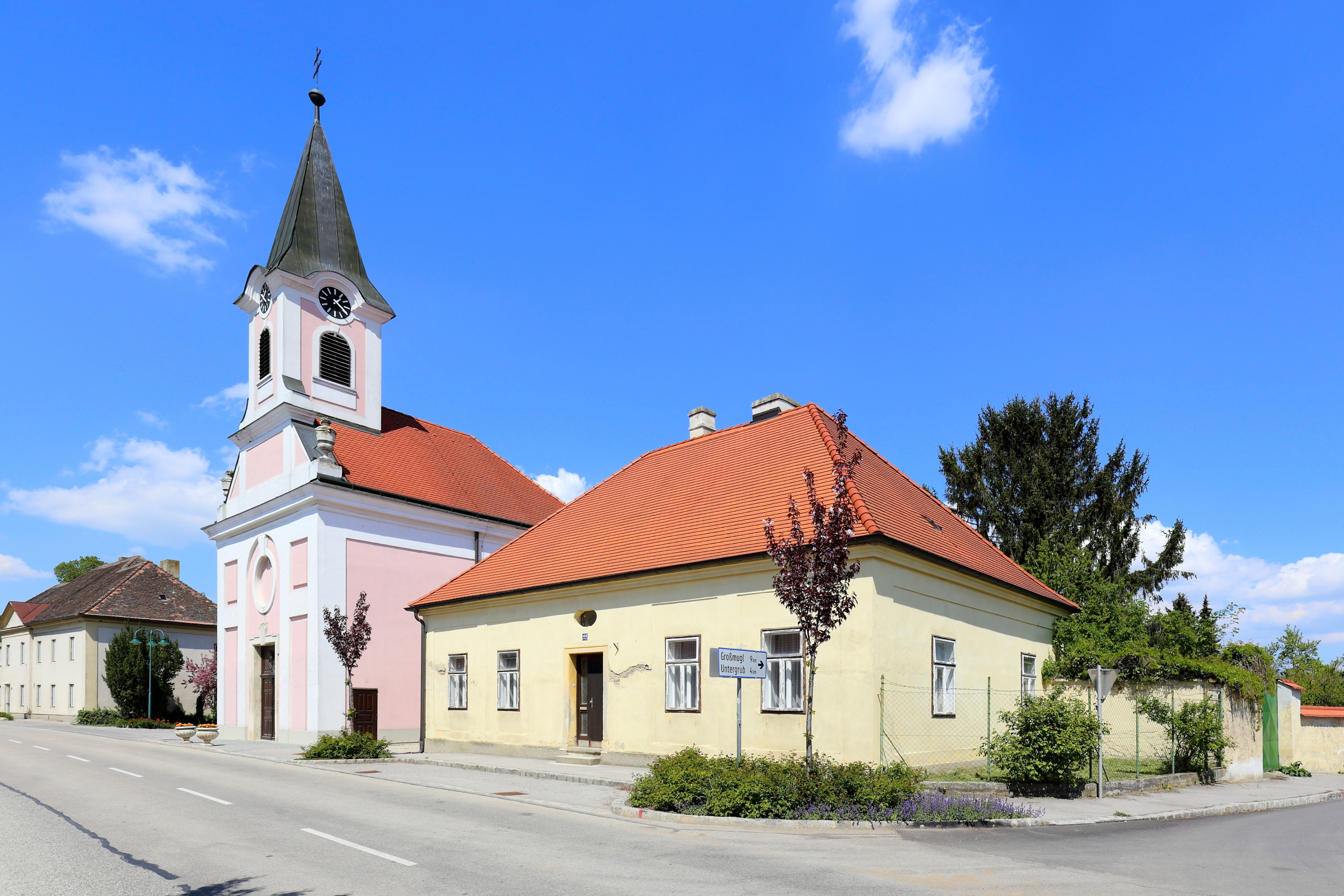
Obermallebarn
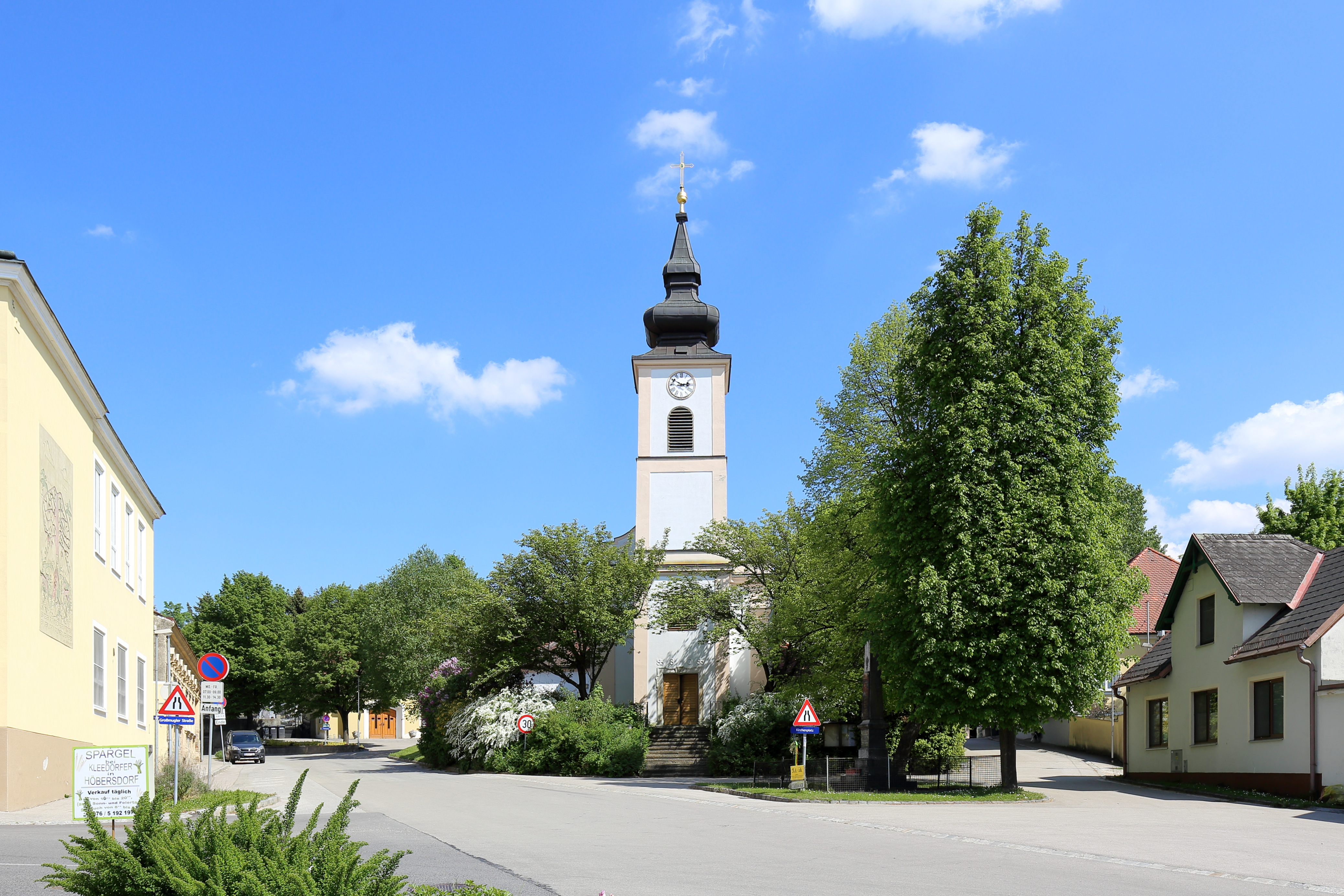
Höbersdorf
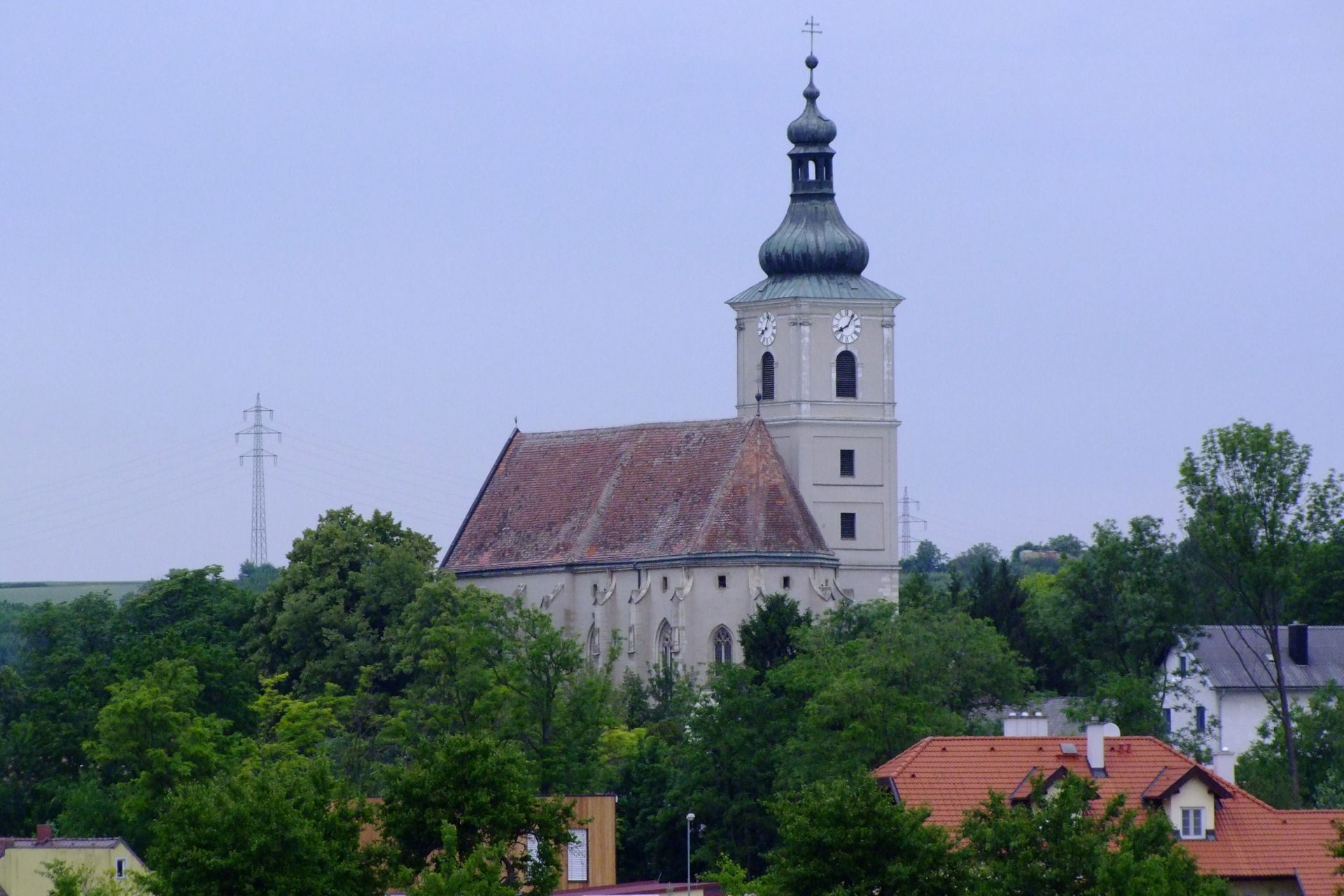
Poutní kostel v Oberhautzentalu
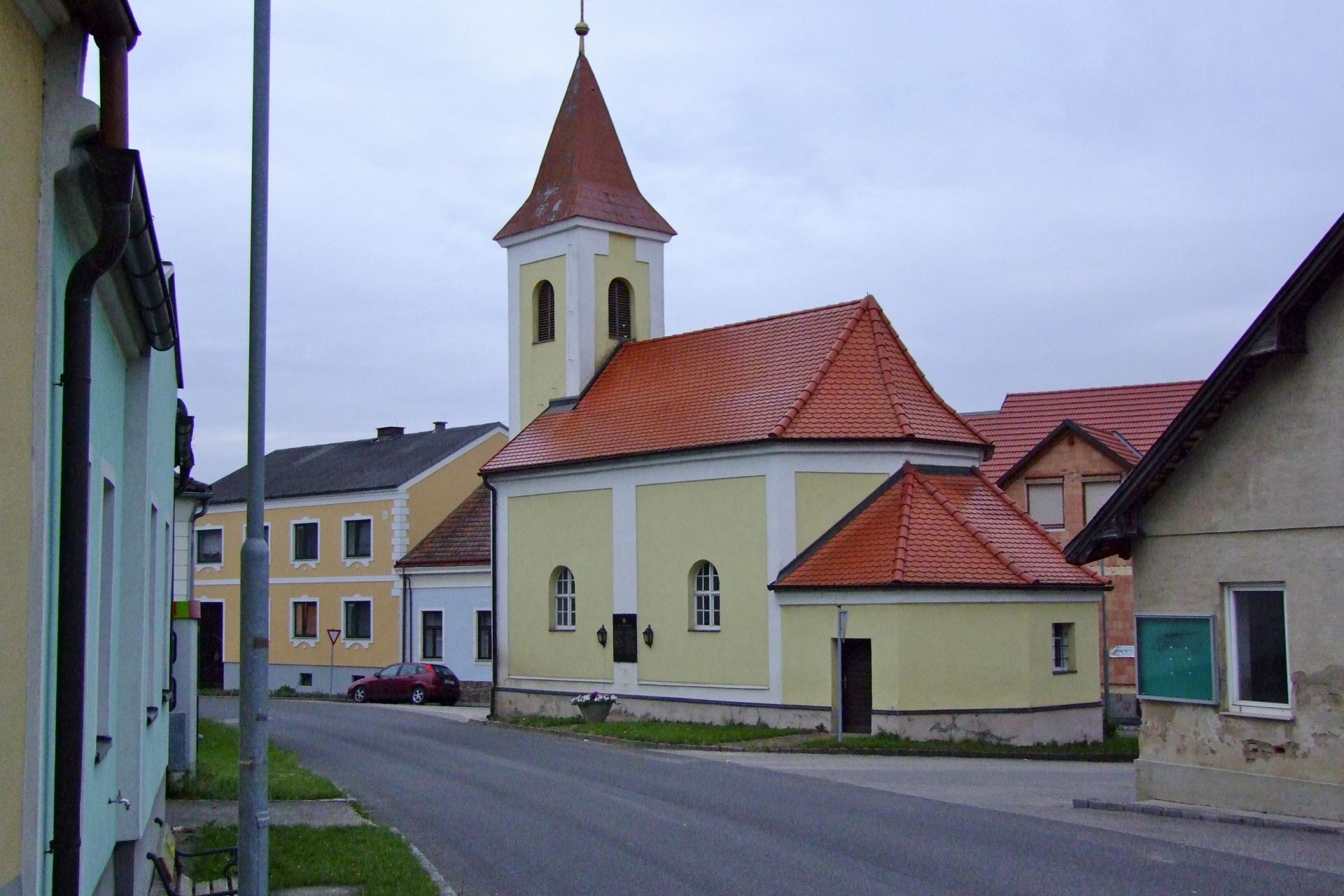
Untermallebarn